# Referéndum obligatorio
El referéndum obligatorio es el proceso que somete al voto popular un objeto, en principio después de su aprobación por el órgano parlamentario. Se opone a un referéndum facultativo en que en este último es necesario la solicitud de realización mediante recogida de firmas por parte de los ciudadanos.

## Suiza
El referéndum obligatorio es una característica de la democracia semidirecta en Suiza.
A nivel federal, el artículo 140, apartado 1, de la Constitución Federal somete obligatoriamente al voto del pueblo y los cantones las reformas de la Constitución Federal, la adhesión a organizaciones de seguridad colectiva (por ejemplo, la OTAN) o de comunidades supranacionales (por ejemplo, la UE), así como las leyes federales declaradas urgentes. El artículo 140 al. 2 de la Constitución federal somete al voto del pueblo sólo unos pocos objetos, principalmente sobre la revisión total de la Constitución Federal.
A nivel cantonal, la Constitución de cada Estado federado define objetos sometidos a referéndum obligatorio. Todos los cantones deben, sin embargo, someter a la revisión de su constitución a referéndum obligatorio (art. 51 de la Constitución Federal).